# Мінамото но Йосітіка
Мінамото но Йосітіка (яп. 源義親, みなもと の よしちか; д/н — 3 березня 1108) — японський самурайський військовик періоду Хей'ан.

## Життєпис
Походив з роду Мінамото. Син талановитого військовика Мінамото но Йосііе. Про дату народження немає відомостей. За наказом свого батька діяв на Цусімі, а згодом навів лад на о. Кюсю, де населення страждало від розбійників.
У 1101 вступив у конфлікт з родом регентів-кампаку Фудзівара. 
У 1102 за наказом імператорського двору відправлено у заслання до провінції Окі. 
У 1106 помирає його батько, що погіршило становище Йосітіки.
У 1107 виступив проти роду Фудзівара, але зазнав поразки від Тайра Масаморі, потрапив у полон й страчений (за іншою версією засигув у битві). Після цього родина Йосітіки була позбавлена більшої частини маєтків.